# Eleição presidencial no Brasil em 1945
A eleição presidencial brasileira de 1945, realizada no dia 2 de dezembro, foi a décima quarta eleição presidencial e a décima segunda direta, mas é considerada a primeira eleição presidencial verdadeiramente democrática da História do Brasil. Durante a República Velha, muito embora as eleições presidenciais fossem diretas, os resultados não eram confiáveis. Praticamente, não houve acusações de fraude no pleito de 1945 e seu resultado foi acatado pela totalidade das forças políticas da época.
Após quase 10 anos de ditadura, em 1945, os brasileiros reencontravam-se com a democracia e elegeram o general Eurico Gaspar Dutra, o candidato do Partido Social Democrático, como Presidente da República. Era o início de um regime democrático que duraria 19 anos, sobrevivendo entre diversas crises políticas.
Diferentemente do que ocorrera na eleição presidencial brasileira de 1934, a eleição presidencial de 1945 foi uma eleição direta. Além disso, em 1945, pela primeira vez, as mulheres votaram para presidente no Brasil.
O cargo de vice-presidente foi recriado pela constituição de 1946, sendo o primeiro nesta posição sob esta Carta eleito indiretamente, pelo Congresso Nacional, no dia 19 de setembro de 1946. Nereu Ramos, do Partido Social Democrático, foi eleito com 178 votos (55,63%), derrotando José Américo de Almeida, na legenda da União Democrática Nacional, que recebeu 139 votos (43,44%). Fernando de Melo Viana, José Carlos de Macedo Soares e Luís Carlos Prestes receberam 1 voto cada, havendo também 3 votos em branco.

## Contexto histórico
A participação do Brasil na Segunda Guerra Mundial ao lado dos Aliados contra as potências do Eixo provocou uma dolorosa contradição: soldados brasileiros matavam e morriam na Itália em nome da democracia mas a sua pátria vivia sob um regime ditatorial. O Brasil, embora, na época, estivesse sendo comandado por um regime ditatorial simpático ao modelo fascista (o Estado Novo getulista) dos Países do Eixo, acabou participando da Segunda Guerra Mundial (1939-1945) junto aos adversários destes, os Países Aliados. Em fevereiro de 1942, submarinos alemães e italianos iniciaram o torpedeamento de embarcações brasileiras no oceano Atlântico em represália à adesão do Brasil aos compromissos da Carta do Atlântico (que previa o alinhamento automático com qualquer nação do continente americano que fosse atacada por uma potência extracontinental), o que tornava sua neutralidade apenas teórica.
Durante o ano de 1942, em meio a incentivos econômicos e pressão diplomática, os americanos instalaram bases aeronavais ao longo da costa Norte-Nordeste brasileira. Após meses de torpedeamento de navios mercantes brasileiros (21 submarinos alemães e dois italianos foram responsáveis pelo afundamento de 36 navios mercantes brasileiros, causando 1691  náufragos e 1074 mortes, o que foi o principal motivo que conduziu à declaração de guerra do Brasil à Alemanha e Itália) o povo foi às ruas e o Governo Brasileiro declarou guerra à Alemanha nazista e à Itália fascista, em agosto de 1942.
A edição de 22 de fevereiro de 1945 do jornal carioca Correiro da Manhã, marcou o fim da censura prévia no Estado Novo. Nesta entrevista, José Américo de Almeida, ex-ministro de Vargas e candidato presidencial "abortado" à eleição presidencial brasileira de 1938, urgia Vargas a convocar eleições livres e democráticas. 
Na mesma época um jovem estudante chamado José Ribamar de Araújo Costa participa em 1945 de manifestações pela saída de Getúlio da presidência e chega a ser detido junto com um grupo de colegas após um ato no Teatro Artur Azevedo em São Luís contra o interventor Paulo Ramos. Anos mais tarde este jovem se tornaria o presidente da república José Sarney.
Em 18 de abril de 1945, Vargas decretou uma anistia geral para todos os condenados por crimes políticos praticados a partir de 16 de julho de 1934, data da promulgação da Constituição de 1934. Isto implicou na libertação tanto de comunistas (presos desde a Intentona Comunista de 1935) quanto de integralistas (presos desde o Levante Integralista de 1938). Assim sendo, o líder comunista Luís Carlos Prestes pôde sair da prisão e o líder integralista Plínio Salgado pôde voltar do seu exílio.
Getúlio Vargas, em seguida, permitiu a fundação de partidos políticos, proscritos desde 1937 e convocou eleições para Presidente da República, para o Conselho Federal e para a Câmara dos Deputados para o dia 2 de dezembro de 1945, conforme definido no artigo 136 do Decreto-lei nº 7.586, de 28 de maio de 1945. Ainda tentou adiar as eleições, mas José Linhares, seu sucessor, as garantiu na data prevista.
O curioso é que ele nada mais fazia do que por em prática uma disposição prevista na própria Constituição de 1937, por ele mesmo outorgado, mas que há oito anos estava sendo adiada.

## Legalização dos partidos políticos
Os opositores do Estado Novo, ferrenhos adversários de Vargas, fundaram a União Democrática Nacional (UDN). Inicialmente, a UDN seria uma frente ampla que congregaria todas as forças de oposição a Vargas, tanto da esquerda quanto da direita; e não um partido político (tanto que seu nome era "união" e não "partido"). Daí que muitos intelectuais esquerdistas participaram da criação da UDN, como o comunista Caio Prado Júnior (que criou o nome "União Democrática Nacional") e o socialista democrático João Mangabeira. Grande parte dos seus membros fundadores foram signatários do Manifesto dos Mineiros (1943) e participaram do Congresso Brasileiro de Escritores (1945), sendo, em sua grande maioria, intelectuais ou profissionais liberais urbanos (médicos, advogados, engenheiros, professores etc.) de classe média. Com o passar dos meses, todavia, a UDN foi assumindo um caráter mais direitista, defendendo o liberalismo político, o capitalismo, o conservadorismo, o capital estrangeiro e a livre iniciativa, o que foi afastando seus membros mais à esquerda.
Outra força política de oposição à ditadura Vargas era o Partido Comunista do Brasil (PCB), então liderado pelo seu secretário-geral, o ex-líder tenentista Luís Carlos Prestes. Em 1945, após dez anos atuando na clandestinidade (devido à repressão que se seguiu ao fracasso da Intentona Comunista de 1935), o PCB foi legalizado e o seu líder foi liberado da prisão. Ao sair da prisão, Prestes chocou a opinião pública ao manifestar apoio a Getúlio Vargas e ao defender a sua permanência na presidência. Justamente Vargas, o mesmo ditador que o prendera e que deportara, grávida, a primeira esposa de Prestes, a judia comunista Olga Benário, para a Alemanha, onde morreria num campo de concentração nazista. 
Vargas patrocinou a fundação de dois partidos políticos: o PSD e o PTB.
O Partido Social Democrático (PSD) era composto pelas clientelas políticas dos interventores nomeados por Vargas nos estados. Logo, era um partido essencialmente conservador, porém guiado por um forte sentido pragmático e realista. Sendo assim, o PSD tendia a se posicionar no centro do espectro político, buscando equilibrar os interesses das elites rurais do interior e da crescente burguesia industrial. Centrista, realista e pragmático, o PSD seria o fiel da balança do sistema político brasileiro pelos próximos vinte anos.
O Partido Trabalhista Brasileiro (PTB), por sua vez, foi criado por Vargas para agremiar as massas trabalhadoras urbanas, que cresciam em número graças à industrialização brasileira, logo, era um eleitorado em expansão. Defendendo uma legislação social progressista, o PTB propunha-se a elevar o nível de vida dos trabalhadores. Ideologicamente, as raízes do PTB são o castilhismo gaúcho, o positivismo, traços de social-democracia e o pensamento de Alberto Pasqualini, o maior ideólogo do PTB. De uma forma geral, os integrantes do PTB não provinham da classe operária, mas da pequena e média burguesias urbanas desvinculadas do capital estrangeiro, ligadas, notadamente, ao serviço público federal.
Ainda em 1945, também foi fundado o Partido de Representação Popular (PRP) pelo ex-líder integralista Plínio Salgado, reagrupando grande parte dos ex-integrantes da Ação Integralista Brasileira.
Outros partidos também foram surgindo, porém apenas com alguma força regional: o Partido Libertador (PL) no Rio Grande do Sul, o Partido Republicano (PR) em Minas Gerais e o Partido Social Progressista (PSP) em São Paulo. Surgiu ainda o inexpressivo Partido Agrário Nacional.

## Candidaturas
Quatro candidaturas à presidência da república foram apresentadas à justiça eleitoral e estão representadas no quadro abaixo por ordem alfabética dos seus nomes:
| Presidente                     | Presidente | Presidente | Cargo político anterior            | Coligação          |
| Candidato                      | Partido    | Partido    | Cargo político anterior            | Coligação          |
| ------------------------------ | ---------- | ---------- | ---------------------------------- | ------------------ |
| Eduardo Gomes (Campanha)       |            | UDN        | Sem cargo político anterior        | (UDN, PR, PL, PRP) |
| Eurico Gaspar Dutra (Campanha) |            | PSD        | Ministro da Guerra (1936-1945)     | (PSD, PRP)         |
| Yedo Fiúza (Campanha)          |            | PCB        | Prefeito de Petrópolis (1930-1938) | Sem coligação      |
| Mário Rolim Teles (Campanha)   |            | PAN        | Sem cargo político anterior        | Sem coligação      |

### Eduardo Gomes (UDN)

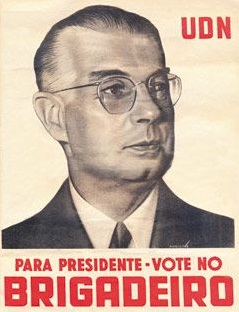
Propaganda política do brigadeiro Eduardo Gomes, candidato da UDN.

A direitista UDN lançou a candidatura do Brigadeiro Eduardo Gomes, herói dos 18 do Forte e patrono da Força Aérea Brasileira. Referido popularmente como "Brigadeiro", era uma figura popular e, ao início da campanha eleitoral, considerado o favorito para vencer a eleição. No entanto, contra ele pesavam a sua personalidade distante, seu ar elitista e a falta de dotes oratórios. Um bordão recorrente da campanha de Gomes na eleição presidencial de 1945 era "Vote no Brigadeiro, que ele é bonito e é solteiro!". Mulheres do comitê eleitoral do Brigadeiro faziam o doce de chocolate de mesmo nome e o distribuíam nos comícios e reuniões.

### Eurico Gaspar Dutra (PSD)
Para fazer frente à a candidatura do Brigadeiro Eduardo Gomes, Getúlio Vargas resolve patrocinar a candidatura de outro militar: o general Eurico Gaspar Dutra, seu Ministro da Guerra desde 1936 e que era uma espécie de condestável do Estado Novo. Oriundo do Mato Grosso e sofredor de dislexia, Dutra era relativamente desconhecido do grande público à época. No entanto, o apoio dado por Vargas levou Dutra a uma ascensão meteórica, que culminaria em sua eleição à presidência. Em 9 de agosto de 1945, Dutra deixou o ministério para se concentrar inteiramente na eleição. A saída de Dutra deixaria desguarnecido o flanco militar de Getúlio Vargas, facilitando sua deposição em outubro de 1945.
O Partido Trabalhista Brasileiro, recém fundado, ainda não estava organizado o suficiente para lançar uma candidatura própria à Presidência da República. Não tinha presença em todos os estados, pois faltavam-lhe capilaridade, clientelas políticas no interior e, acima de tudo, faltavam-lhe militantes fora do serviço público federal e do proletariado. Nestas condições, o PTB opta por apoiar o candidato do PSD, Eurico Gaspar Dutra, afinal, tanto o PTB quanto o PSD foram fundados pela mesma pessoa: Getúlio Vargas.

### Yedo Fiúza (PCB)
Luís Carlos Prestes, secretário-geral do PCB e seu líder máximo, resolveu não arriscar e não se lançou à Presidência da República em 1945. O PCB então lançou a candidatura do prefeito da cidade fluminense de Petrópolis, o engenheiro gaúcho Yedo Fiúza, muito embora ele não fosse formalmente filiado ao "Partidão". Yedo utilizou o lema "candidato do povo" em sua campanha. 

### Mário Rolim Teles (PAN)
Este partido inexpressivo e nanico lançou a candidatura do desconhecido ruralista ex-presidente da Sociedade Rural Brasileira Mário Rolim Teles. Conquistou uma única vitória, no Território do Rio Branco (atual Roraima).

## O Queremismo e a deposição de Getúlio Vargas

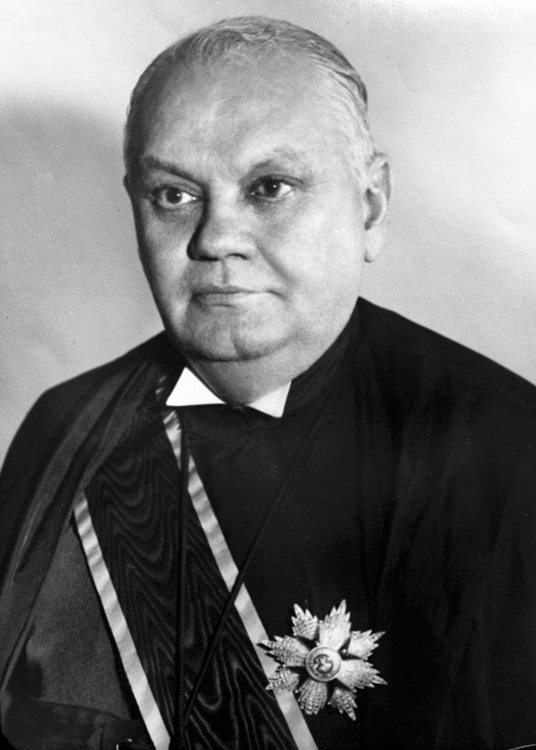
José Linhares, Presidente do Brasil após a deposição de Getúlio Vargas, entre 1945 e 1946.

Com o fim da Segunda Guerra Mundial e a volta e a desmobilização dos pracinhas, aumentou a pressão política para o fim do Estado Novo. Foi, então, liberada a criação de partidos políticos. No entanto, a popularidade de Getúlio Vargas ainda continuava muito grande, principalmente junto aos setores populares das grandes cidades. Em sua última grande aparição pública durante o Estado Novo, no Primeiro de Maio de 1945, Vargas foi muito aplaudido.
Surgiu então um movimento que queria a permanência de Vargas na Presidência da República. Este movimento tinha como slogan "Queremos Getúlio!". Daí que passaram a ser conhecidos como "Queremistas". Os Queremistas, liderados por Hugo Borghi, queriam uma "Constituinte com Getúlio" na Presidência, isto é, eles propunham que primeiro se fizesse uma nova Constituição e que só depois de ela haver sido promulgada é que se fizesse a eleição para a Presidência da República. O rápido crescimento do Queremismo, principalmente no Rio de Janeiro, assustou as elites políticas e econômicas, principalmente após o grande comício queremista realizado no Largo da Carioca, no centro do Rio de Janeiro, em 20 de agosto de 1945.
Paralelamente a isto, em 17 de outubro de 1945, na Argentina, Juan Domingo Perón foi libertado da prisão após um intenso movimento de pressão popular que, vindo dos subúrbios de Buenos Aires, convergiu massas de trabalhadores para a Casa Rosada, pedindo a libertação do homem que promulgou as leis trabalhistas argentinas. O "mau exemplo" peronista precipitou a queda de Getúlio. A partir de outubro de 1945, Varguismo e Peronismo seriam as duas faces da mesma moeda populista para as elites reacionárias brasileiras.
Getúlio Vargas foi deposto em 29 de outubro de 1945, num golpe militar liderado por um general da confiança de Vargas: Pedro Aurélio de Góis Monteiro. Outros militares, que nos anos anteriores haviam sido fiéis apoiantes de Vargas, também apoiaram sua deposição: Osvaldo Cordeiro de Farias, Newton de Andrade Cavalcanti, além do próprio candidato presidencial Eurico Gaspar Dutra. Os antigos tenentes (que naturalmente subiram de postos na hierarquia militar ao longo dos anos) que participaram do tenentismo ainda estavam presentes na vida pública nacional, mas já havia ocorrido uma divisão nessa época: uma minoria dos antigos tenentes acompanhou Luís Carlos Prestes e, em 1937, houve outra divisão no tenentismo, uma parte dos antigos tenentes rompeu com o presidente Getúlio Vargas e passou para a oposição; é o caso de Juracy Magalhães, Juarez Távora e Eduardo Gomes, que se distanciaram do poder. Alguns deles, como o já mencionado Newton de Andrade Cavalcanti e Ernesto Geisel, participaram da deposição de Getúlio Vargas em 1945. Não houve resistência ao golpe por parte de Getúlio ou dos Queremistas.
O pretexto para o golpe de estado foi a nomeação de um irmão de Getúlio, Benjamim Vargas, o Bejo, para chefe da polícia do Rio de Janeiro, em substituição ao coronel João Alberto Lins de Barros, que renunciara ao cargo por se opor às manifestações públicas do movimento Queremista. João Alberto havia substituído Coriolano Góis naquele cargo. Apesar de ser o cabeça do golpe que derrubou Vargas, Góes Monteiro não assumiu o poder. Ele era visto por desconfiança tanto por Dutra quanto por Eduardo Gomes, que temiam que Góes Monteiro não fosse realizar a eleição presidencial prevista para o dia 2 de dezembro. Foi assim escolhido o Presidente do Supremo Tribunal Federal, o ministro cearense José Linhares, para assumir, provisoriamente, a Presidência da República. Linhares era o substituto direto de Vargas, de acordo com a ordem sucessória da Constituição de 1937, que não previa a figura do Vice-Presidente.
José Linhares teria como missão presidir as eleições de dezembro de 1945 e dar posse, em 31 de janeiro de 1946, aos que nela fossem eleitos.

## O Apoio de Vargas a Dutra e os "Marmiteiros"
Embora deposto, Getúlio Vargas não foi mandado ao exílio, não teve seus direitos políticos cassados nem teve que responder a qualquer processo judicial por atos cometidos no exercício da Presidência da República. Expulso do Palácio do Catete, Vargas refugiou-se em sua estância em São Borja, sua cidade natal junto à fronteira com a Argentina, no Rio Grande do Sul.
Devido ao apoio dado por Eurico Gaspar Dutra à sua deposição, era natural que Getúlio Vargas o considerasse um traidor. Vargas, por isto, chegou a tencionar a retirar o apoio por ele dado à candidatura Dutra, porém o ex-presidente conseguiu chegar a um acordo com o general: caso Getúlio mantivesse ao apoio a Dutra, este, uma vez na presidência, se comprometia a não exilar o ex-presidente. A figura e ação de Hugo Borghi, o líder Queremista, também foi crucial para a vitória de Dutra. Borghi convenceu Vargas a apoiar seu antigo ministro afirmando que, se o Brigadeiro Eduardo Gomes ganhasse a eleição, ele, como presidente, desmantelaria todas as realizações do Estado Novo e, muito provavelmente, enviaria Vargas para o exílio. Hugo Borghi, após ter convencido Vargas, nos últimos dias de novembro de 1945, cunhou outro famoso lema da eleição presidencial de 1945: "Ele disse: Vote em Dutra!"

Este lema foi imediatamente reproduzido em jornais e em panfletos dos partidários do candidato do PSD e do movimento Queremista. Paralelamente a isto, Borghi ainda mostrou sua sagacidade política ao torpedear, fatalmente, as chances do Brigadeiro Eduardo Gomes se eleger presidente. Em 19 de novembro, o Brigadeiro pronunciou um discurso no Teatro Municipal do Rio de Janeiro, afirmando: 
Não necessito dos votos dessa malta de desocupados que apoia o ditador para eleger-me Presidente da República!
No entanto, Hugo Borghi adulterou as palavras do Brigadeiro, afirmando, nas rádios e através de panfletos distribuídos nas ruas, que o Brigadeiro tinha dito Não preciso dos votos dos marmiteiros!
Rapidamente a marmita tornou-se o símbolo da campanha de Dutra e do anti-udenismo como um todo, revelando-se ser um símbolo extremamente popular, proporcionando aos setores populares urbanos um profundo sentimento de pertinência de classe.

## Resultados
Além do novo presidente, a população brasileira elegeu também uma Assembleia Nacional Constituinte, com o objetivo de elaborar uma nova Constituição para o país. Nessa Assembleia, o PSD foi majoritário, com 54% dos membros. A novidade era a reduzida, porém combativa bancada comunista (14 deputados federais e um senador, Luís Carlos Prestes). Em síntese, a Assembléia, majoritariamente composta por elementos saídos da elite dominante, preservava a antiga ordem em suas linhas gerais.
Na formação da Assembleia Nacional Constituinte de 1946, Getúlio Vargas foi eleito senador por dois estados: Rio Grande do Sul e São Paulo, pelo Partido Trabalhista Brasileiro (PTB), legenda que ajudara a criar, e pela qual foi também eleito representante à Câmara dos Deputados por sete estados. Isto era possível àquela época, devido à confusa legislação eleitoral que então vigorava.
Nas eleições de 1945, registraram-se os seguintes números:
| Candidato                 | Votação   | Votação  |
| Candidato                 | Total     | %        |
| ------------------------- | --------- | -------- |
| Eurico Gaspar Dutra (PSD) | 3 251 507 | 55,39%   |
| Eduardo Gomes (UDN)       | 2 039 341 | 34,74%   |
| Yedo Fiúza (PCB)          | 569 818   | 9,71%    |
| Mário Rolim Teles (PAN)   | 10 001    | 0,17%    |
| Total de votos válidos    | 5 870 667 | 97,74%   |
| Votos em branco           | 70 328    | 1,59%    |
| Votos nulos               | 65 214    | 1,08%    |
| Total                     | 6 006 209 | 100,00%, |

| Estado/Território                 | Distribuição dos Votos | Distribuição dos Votos | Distribuição dos Votos | Distribuição dos Votos | Distribuição dos Votos | Distribuição dos Votos | Distribuição dos Votos | Distribuição dos Votos | Distribuição dos Votos | Distribuição dos Votos |
| Estado/Território                 | Dutra (PSD)            | Dutra (PSD)            | Gomes (UDN)            | Gomes (UDN)            | Fiúza (PCB)            | Fiúza (PCB)            | Teles (PAN)            | Teles (PAN)            | Votos válidos          |                        |
| Estado/Território                 | Votos                  | %                      | Votos                  | %                      | Votos                  | %                      | Votos                  | %                      | Votos válidos          |                        |
| --------------------------------- | ---------------------- | ---------------------- | ---------------------- | ---------------------- | ---------------------- | ---------------------- | ---------------------- | ---------------------- | ---------------------- | ---------------------- |
| Alagoas                           | 33 361                 | 52.81%                 | 24 760                 | 39.19%                 | 5 048                  | 7.99%                  | 4                      | 0.01%                  | 63 173                 |                        |
| Amazonas                          | 12 687                 | 58.15%                 | 7 251                  | 33.23%                 | 1 871                  | 8.58%                  | 10                     | 0.05%                  | 21 819                 |                        |
| Bahia                             | 186 247                | 52.77%                 | 144 564                | 40.96%                 | 22 059                 | 6.25%                  | 63                     | 0.02%                  | 352 933                |                        |
| Ceará                             | 108 363                | 37.94%                 | 164 682                | 57.66%                 | 12 543                 | 4.39%                  | 7                      | 0.00%                  | 285 595                |                        |
| Distrito Federal                  | 166 070                | 33.88%                 | 183 981                | 37.54%                 | 134 709                | 27.48%                 | 5 389                  | 1.10%                  | 5 483                  |                        |
| Espírito Santo                    | 72 764                 | 70.01%                 | 26 671                 | 25.66%                 | 4 442                  | 4.27%                  | 56                     | 0.05%                  | 103 933                |                        |
| Goiás                             | 39 937                 | 50.37%                 | 33 390                 | 42.11%                 | 5 950                  | 7.50%                  | 16                     | 0.02%                  | 79 293                 |                        |
| Maranhão                          | 44 750                 | 61.75%                 | 27 030                 | 37.30%                 | 683                    | 0.94%                  | 6                      | 0.01%                  | 72 469                 |                        |
| Mato Grosso                       | 20 530                 | 47.53%                 | 19 514                 | 45.18%                 | 3 148                  | 7.29%                  | 1                      | 0.00%                  | 43 193                 |                        |
| Minas Gerais                      | 478 503                | 57.31%                 | 339 463                | 40.66%                 | 16 699                 | 2.00%                  | 314                    | 0.04%                  | 834 979                |                        |
| Pará                              | 61 591                 | 56.30%                 | 43 537                 | 39.79%                 | 4 272                  | 3.90%                  | 6                      | 0.01%                  | 109 406                |                        |
| Paraíba                           | 61 090                 | 42.74%                 | 76 110                 | 53.25%                 | 5 719                  | 4.00%                  | 10                     | 0.01%                  | 142 929                |                        |
| Paraná                            | 137 060                | 70.22%                 | 50 661                 | 25.96%                 | 6 811                  | 3.49%                  | 650                    | 0.33%                  | 195 182                |                        |
| Pernambuco                        | 126 804                | 48.21%                 | 93 158                 | 35.42%                 | 43 073                 | 16.37%                 | 8                      | 0.00%                  | 263 043                |                        |
| Piauí                             | 51 229                 | 46.35%                 | 58 739                 | 53.15%                 | 548                    | 0.50%                  | 1                      | 0.00%                  | 110 517                |                        |
| Rio de Janeiro                    | 178 073                | 55.52%                 | 99 706                 | 31.09%                 | 42 538                 | 13.26%                 | 410                    | 0.13%                  | 320 727                |                        |
| Rio Grande do Norte               | 50 693                 | 49.16%                 | 45 500                 | 44.13%                 | 6 915                  | 6.71%                  | 3                      | 0.00%                  | 103 111                |                        |
| Rio Grande do Sul                 | 447 462                | 73.54%                 | 110 444                | 18.15%                 | 50 199                 | 8.25%                  | 341                    | 0.06%                  | 608 446                |                        |
| Santa Catarina                    | 136 399                | 65.60%                 | 69 676                 | 33.51%                 | 1 802                  | 0.87%                  | 38                     | 0.02%                  | 207 915                |                        |
| São Paulo                         | 780 546                | 57.67%                 | 377 613                | 27.90%                 | 192 867                | 14.25%                 | 2 419                  | 0.18%                  | 1 353 445              |                        |
| Sergipe                           | 34 886                 | 45.76%                 | 34 793                 | 45.64%                 | 6 553                  | 8.60%                  | 4                      | 0.01%                  | 76 236                 |                        |
| Território do Acre                | 3 293                  | 60.06%                 | 2 018                  | 36.80%                 | 172                    | 3.14%                  | 0                      | 0.00%                  | 5 483                  |                        |
| Território do Amapá               | 2 502                  | 91.99%                 | 122                    | 4.49%                  | 94                     | 3.46%                  | 2                      | 0.07%                  | 2 720                  |                        |
| Território de Fernando de Noronha | 77                     | 72.64%                 | 3                      | 2.83%                  | 26                     | 24.53%                 | 0                      | 0.00%                  | 106                    |                        |
| Território do Guaporé             | 1 118                  | 52.89%                 | 876                    | 41.44%                 | 120                    | 5.68%                  | 0                      | 0.00%                  | 2 114                  |                        |
| Território do Iguaçu              | 11 373                 | 84.55%                 | 1 878                  | 13.96%                 | 197                    | 1.46%                  | 3                      | 0.02%                  | 13 451                 |                        |
| Território de Ponta Porã          | 4 028                  | 51.67%                 | 3 077                  | 39.47%                 | 688                    | 8.83%                  | 3                      | 0.04%                  | 7 796                  |                        |
| Território do Rio Branco          | 71                     | 14.09%                 | 124                    | 24.60%                 | 72                     | 14.29%                 | 237                    | 47.02%                 | 504                    |                        |
| Total                             | 3 251 507              | 55.39%                 | 2 039 341              | 34.74%                 | 569 818                | 9.71%                  | 10 001                 | 0.17%                  | 5 870 667              |                        |